# Gaius Sempronius Blaesus (Volkstribun)
Gaius Sempronius Blaesus entstammte dem römischen Plebejergeschlecht der Sempronier und war 211 v. Chr. Volkstribun.

## Leben
211 v. Chr. erhob Gaius Sempronius Blaesus als Volkstribun Anklage gegen Gnaeus Fulvius Flaccus wegen dessen im Vorjahr erlittener Niederlage gegen Hannibal bei Herdonia und anschließender Flucht. Er erreichte, dass der Angeklagte ins Exil gehen musste. 210 v. Chr. wurde er zum Legaten des Capua belagernden Bruders des Verurteilten, Quintus Fulvius Flaccus, ernannt. Als dieser Ende 210 v. Chr. zum Diktator zur Abhaltung der Wahlen bestimmt wurde, tauschte er Blaesus gegen den am Kriegsschauplatz in Etrurien operierenden Proprätor Gaius Calpurnius Piso aus.
Von manchen Althistorikern wird die Historizität der Niederlage des Flaccus und auch die Angaben zu Blaesus’ Legatenstelle beim Bruder des verbannten Prätors bezweifelt.